# Barbe-bleue
Barbe-bleue é um filme francês de 1902 dirigido pelo pioneiro do cinema Georges Méliès. É baseado no famoso conto de fadas Barba Azul, de Charles Perrault, o mesmo autor de Cinderela.
Aparece com os números 361–370 no catálogo da Star Film Company, com o nome em inglês "Blue Beard".

## Sinopse
Um sinistro aristocrata conhecido como Lord Barba Azul está procurando uma bela mulher para tornar-se sua esposa. Atraídas por sua grande riqueza, muitas famílias nobres levaram suas filhas para encontrarem-se com ele, mas nenhuma das jovens quis se casar com o Lord, tanto devido à sua horrivel aparência quanto por suas sete mulheres anteriores - todas misteriosamente desaparecidas sem deixar rastro. A grande fortuna de Barba Azul, entretanto, persuadiu um pai a lhe dar a mão da filha. Ela não teve escolha e casou-se com ele, e depois da grande festa de casamento iniciou sua nova vida no castelo.
Um dia, quando Barba Azul tem que viajar para longe, confia a chave de seu castelo à esposa, e preveniu-a para nunca entrar em uma determinada sala. Presa entre o medo da fúria de seu marido e sua própria curiosidade, ela estava insegura sobre o que fazer em relação à câmara proibida. Sua curiosidade eclode na forma de um demônio que zombava e a ridicularizava com promessas do potêncial que o quarto poderia conter, apesar de seu melhor julgamento aparecer na forma de um anjo da guarda, que tentou dissuadi-la de entrar pela porta trancada.
Quando sua curiosidade finalmente é satisfeita, ela percebe que colocou a si mesma em grande perigo. Quando ela entrou na sala, Melies constrói o suspense da cena mantendo a luz baixa. A sala é revelada como um quarto de tortura e em algumas bolsas estavam corpos; as sete antigas esposas do cruel Barba Azul penduradas em ganchos, sangue velho pingado no chão. A nova esposa, em meio a seu horror, deixou cair a chave, e esta se manchou com o sangue das esposas mortas. Depois desta noite ela sonhou com sete chaves gigantes assombrando-a. Em seu retorno o marido descobre o acontecido. Ela corre para o topo da torre, e chama por sua irmã e irmãos. Seus parentes a salvam da morte e imobilizam Barba Azul com uma espada na parede do castelo. O anjo aparece para ressuscitar as esposas mortas e elas se casam com sete grandes lords.

## Elenco
- Georges Méliès ....  Barba Azul
- Jeanne d'Alcy ....  A nova esposa de Barba Azul
- Bleuette Bernon ....  La fée